# Шарден, Жан-Батист
Жан-Бати́ст Симео́н Шарде́н (фр. Jean Baptiste Siméon Chardin; 2 ноября 1698, Париж, Королевство Франция — 6 декабря 1779, Париж) — французский живописец и рисовальщик пастелью, один из выдающихся европейских художников эпохи Просвещения второй половины XVIII века, мастер натюрморта, портрета и картин бытового жанра.
В своём творчестве художник сознательно избегал торжественных и пасторально-мифологических сюжетов, свойственных академическому искусству его времени. Основным предметом его натюрмортов и жанровых сцен, полностью основанных на натурных наблюдениях и являвшихся по сути скрытыми портретами, была повседневная домашняя жизнь людей из так называемого третьего сословия, переданная в спокойной, задушевной и правдивой манере. Шарден, чья деятельность как художника ознаменовала собой расцвет реализма в XVIII века, продолжил традиции голландских и фламандских мастеров натюрморта и бытового жанра XVII века, обогатив эту традицию и внеся в своё творчество оттенок изящества и естественности.

## Биография
Шарден происходил из патриархальной семьи, был сыном столяра, изготовителя бильярдных столов. Помимо того факта, что он был учеником Пьера-Жака Каза и, возможно, пользовался советами Ноэля Куапеля, у нас нет уверенности в его обучении до 6 февраля 1724 года, когда он был принят в Академию Святого Луки со званием магистра — титулом, от которого он отказался в 1728 году.
Шарден всю жизнь провёл в парижском квартале Сен-Жермен-де-Пре. Нет никаких свидетельств о том, что он вообще бывал за пределами французской столицы. Помогая Куапелю писать аксессуары в его картинах, он приобрёл искусство изображать всякого рода неодушевленные предметы и решился посвятить себя исключительно их воспроизведению. В начале своей самостоятельной деятельности он писал плоды, овощи, цветы, хозяйственные принадлежности, охотничьи атрибуты с таким мастерством, что любители искусства принимали его картины за работы знаменитых фламандских и голландских художников, и только с 1739 года он расширил круг своих тем сценами домашнего быта и портретами.

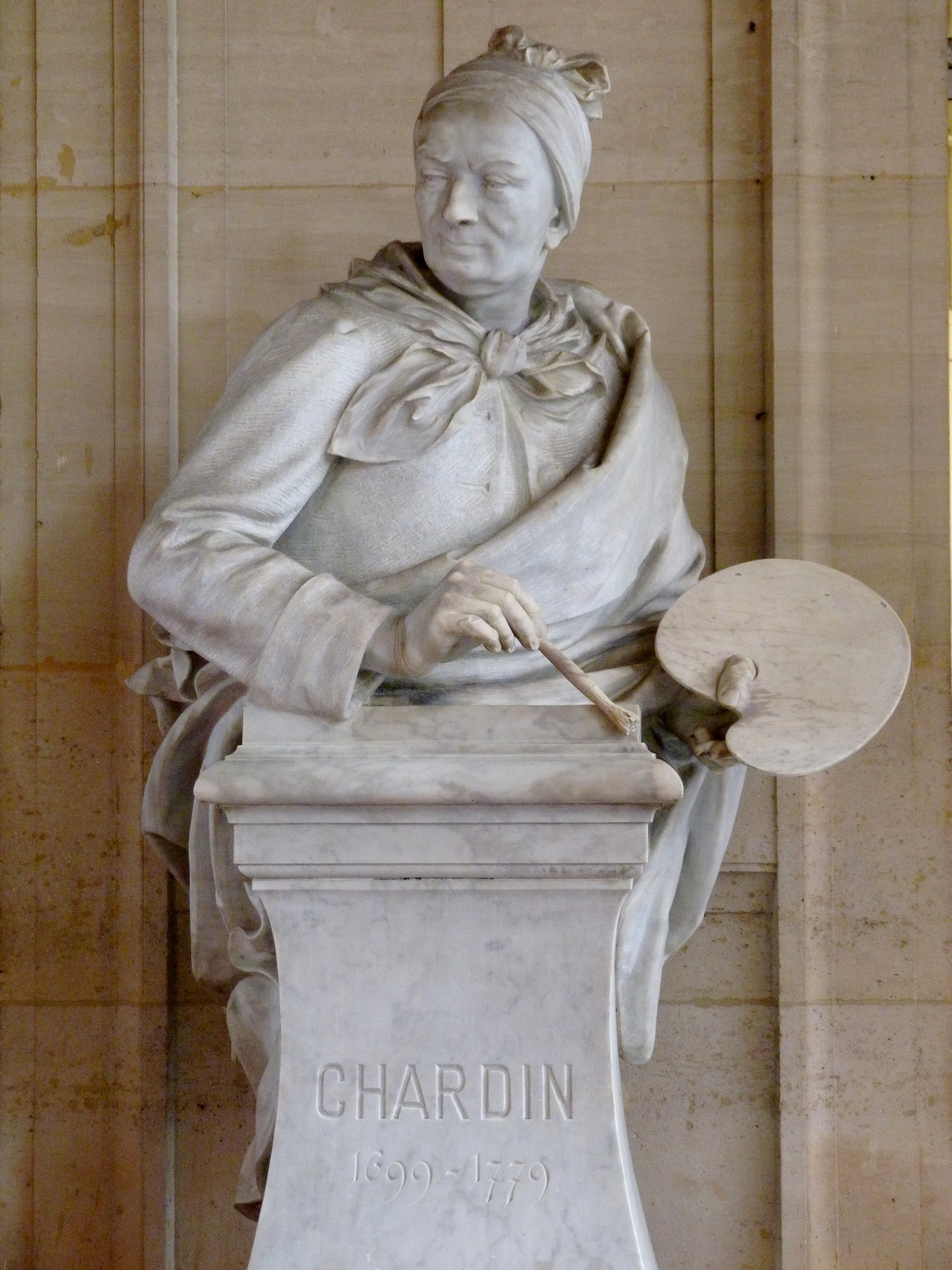
П. Фурнье. Ж.-Б. С. Шарден. Вестибюль Ратуши 6-го округа Парижа

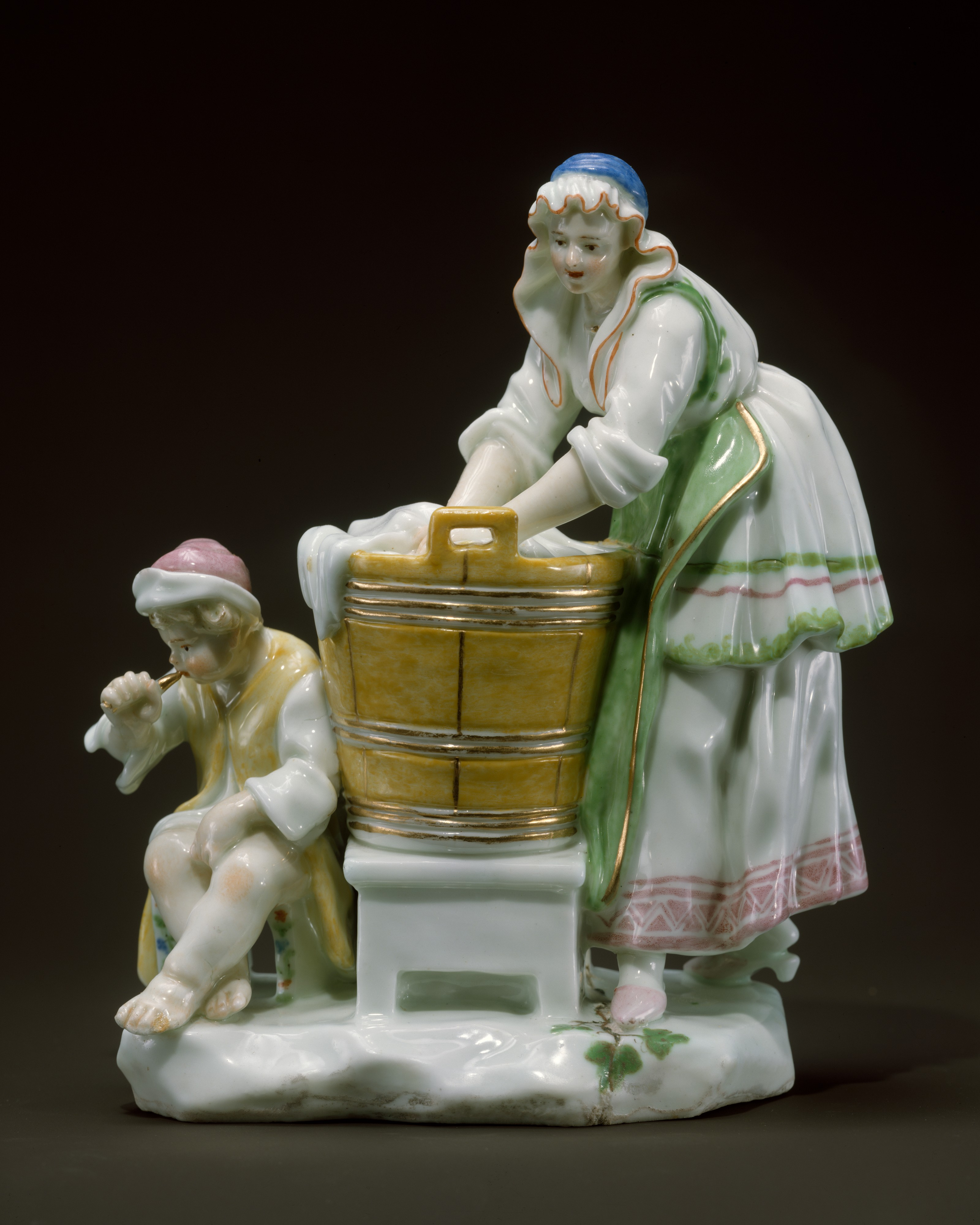
Прачка. Между 1752 и 1758. По картине Шардена. Фарфоровая мануфактура Каподимонте, Неаполь

Он рано стал известен парижской публике как мастер натюрморта. Это произошло во многом благодаря парижской «выставке начинающих» (l’Exposition de la Jeunesse), которая проходила в 1728 году на площади Дофина. Там Шарден представил несколько картин, среди которых был натюрморт «Скат». Картина так поразила первого живописца короля Никола де Ларжильера, почётного члена Королевской Академии живописи и скульптуры, что он предложил молодому художнику выставить свои произведения в стенах академии. Впоследствии живописец настоял на том, чтобы Шарден поборолся за место в Академии. Уже в сентябре 1728 года его кандидатура была принята, и он был занесён в списки как «изобразитель цветов, плодов и жанровых сцен». В 1743 году избран в советники академии, а в 1750 году принял должность казначея. С 1765 года Жан-Батист Шарден состоял членом Руанской академии наук, словесности и изящных искусств.
В 1731 году художник женился на Маргeрите Сентар. Отец художника вскоре умер, а в ноябре у него родился сын Жан-Пьер. В том же году под руководством живописца Жана-Батиста ван Лоо он участвовал в реставрации фресок в галерее Франциска I в замке Фонтенбло.
Его жена Маргарита умерла в 1735 году, а дочь Маргарита Аньес — в 1737 году. В 1744 году Шарден женился на Франсуазе-Маргарите Пуже (1707—1791), на восемь лет младше его. Детей у них не было.
Вскоре Шарден получил защиту и поддержку со стороны важной фигуры, маркиза де Вандьера (1727—1781), будущего маркиза де Мариньи и Менара, директора строительства с 1751 по 1773 год, брата мадам де Помпадур, который обеспечил ему пенсию.
В 1772 году Шарден начал серьёзно болеть. Вероятно, он страдал так называемой «каменной болезнью», то есть почечной коликой. По старости и болезни 30 июля 1774 года Жан-Батист Шарден подал в отставку с должности казначея Академии. Он умер 6 декабря 1779 года в 9 часов утра в Париже в своей квартире в галереях Лувра. Похоронен в соседней церкви Сен-Жермен-л'Осеруа.

## Творчество
Картины Шардена, отличающиеся простотой содержания, силой и гармоничностью красок, мягкостью и сочностью моделировок выдвинули его из ряда современных ему художников и укрепили за ним одно из видных мест в истории французской живописи.

 «Сын столяра, выходец из зажиточных слоёв третьего сословия, где из поколения в поколение передаются проверенные многолетним опытом традиции, Шарден сам оказывается их воплощением. Трезвый и спокойный взгляд на вещи, врождённое чувство профессиональной ответственности, добросовестность, здоровую практичность… Шарден привносит в своё искусство. Его уравновешенной натуре чужды артистические взлёты и усталое самоисчерпание Ватто, ему, вероятно, претило экстравагантное бунтарство Латура, — но, сохраняя наружную уверенность, он обновлял живопись в своей сфере ничуть не менее решительно, чем они»

 «Шарден — реалист в самом глубоком смысле этого слова. Изображаемые им предметы вылеплены цветом сочно, весомо, с какой-то особой значительностью. Работая в эпоху рококо, он лишь в небольшой степени был затронут легкомыслием этого стиля. Искусство Шардена с некоторой долей сентиментализма было ближе идеям философов-просветителей. Пользуются красками, но пишут чувствами, — знаменитое изречение этого художника»
В произведениях разных лет и разных жанров, таких, как «Прачка» (1737) или «Банка с оливками» (1760), Шарден всегда остается превосходным рисовальщиком и колористом, художником «тихой жизни», поэтом повседневности; его пристальный и нежный взгляд одухотворяет самые обыденные предметы. Для украшения замка Шуази и музыкального зала в Бельвю Шарден написал серию натюрмортов-атрибутов искусства: живописи, музыки и науки (1765—1766). «Они отличаются мощным, „выпуклым“ взаимодействием формы и цвета. Те же достоинства столь глубокой живописи можно встретить разве что у Сезанна». В цвете предмета Шарден видел множество оттенков. Из подобных оттенков соткан его белый цвет. Такой же сложно-составной характер носят его знаменитые серые и коричневые тона.
Великолепную характеристику художнику дал А. Н. Бенуа:

 Шарден — живописец чистейшей воды, он только живописец и в то же время один из самых первых живописцев всей истории искусства. Шарден является связующим звеном между Веласкесом, Рембрандтом, Вермером и импрессионистами нашего времени… Шарден, несмотря на свои простые буржуазные темы, является одним из самых аристократических, изысканных и недоступных художников… О картинах Шардена много говорить не приходится. Ими надо уметь любоваться. Они так скромны и с виду незатейливы, что рассказать и описать их нельзя. Но каждая краска Шардена не только правдива, но и прекрасна в своей сочности, в своём неподражаемом оттенке 
По заказу российской императрицы Екатерины II для строившегося в Санкт-Петербурге здания Императорской Академии художеств Шарден написал реплику своего «Натюрморта с атрибутами искусств» (ныне в санкт-петербургском Эрмитаже). Картина в качестве десюдепорта должна была украсить вход в Конференц-зал Академии художеств, но она так понравилась императрице, что осталась в собрании Картинной галереи императорского Эрмитажа.
В последние годы жизни Шарден обратился к рисованию пастелью и создал несколько великолепных портретов (в том числе «Автопортрет», 1775), в которых проявил присущую ему эмоциональную тонкость, но также способность к психологическому анализу.
Многое для распространения славы Шардена сделали энциклопедисты, которые противопоставляли его «буржуазное» искусство «оторвавшимся от народа» придворным художникам — мастерам эротических и пасторальных виньеток в духе рококо. Дидро сравнивал его мастерство с колдовством: «Вот это художник! Вот это колорист! Это сама природа; предметы словно существуют вне полотна, они изображены столь правдиво, что кажутся реальными… Вот кто умеет создавать гармонию красок и светотени! О Шарден! Не краски — белую, красную или чёрную — смешиваешь ты на палитре: саму плоть предметов, омывающий их воздух и свет переносишь ты на полотно своею кистью… Невозможно проникнуть в загадку этой магии. Перед вами густые слои красок, проступающих одна из-под другой, и в то же время они похожи на прозрачную дымку или лёгкую пену».
Учеником Шардена некоторое время был Жан-Оноре Фрагонар. Офорты по картинам Шардена известного гравёра Ф. Б. Леписье также способствовали популярности живописца.

## Галерея

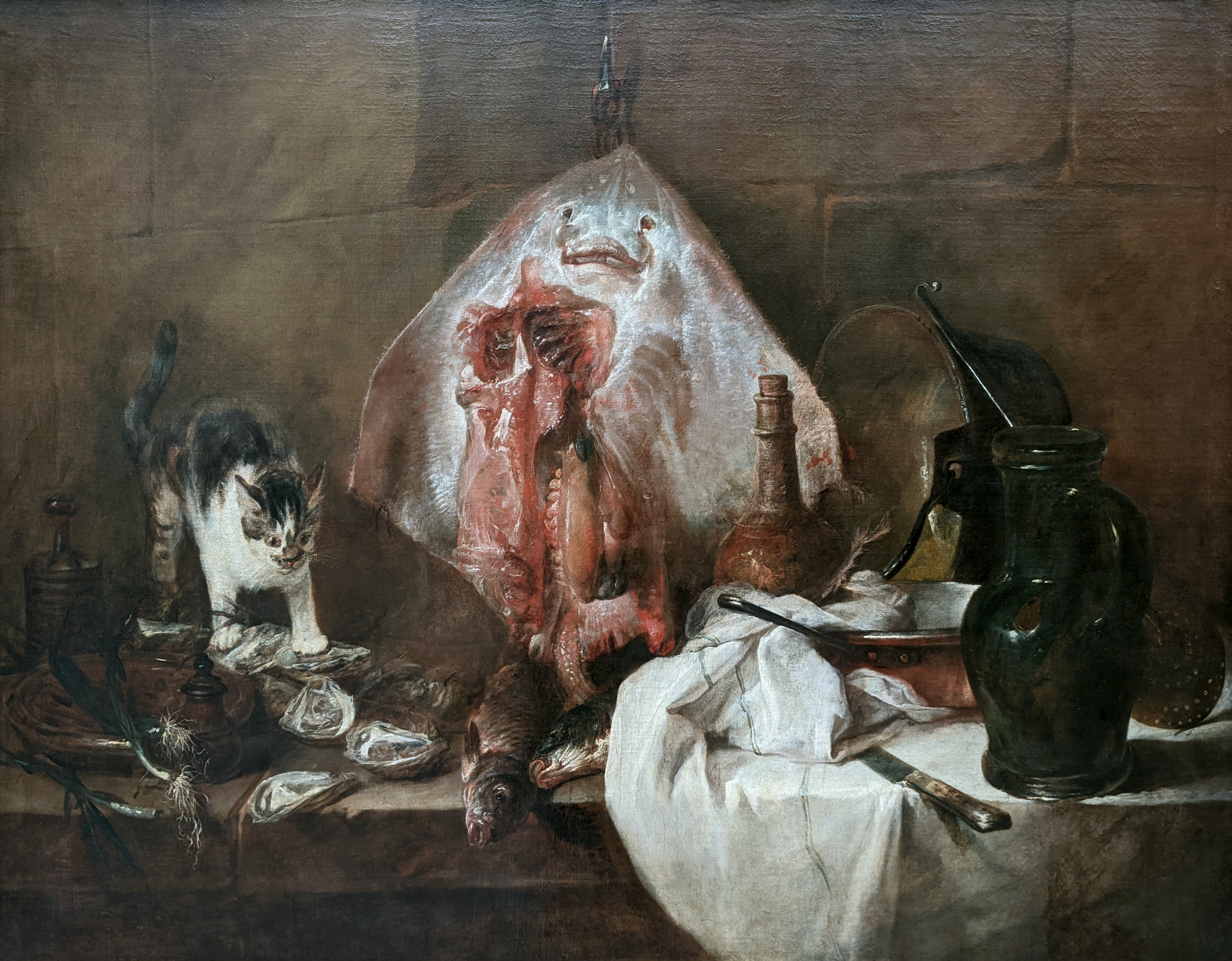
Скат. 1727. Холст, масло. Лувр, Париж
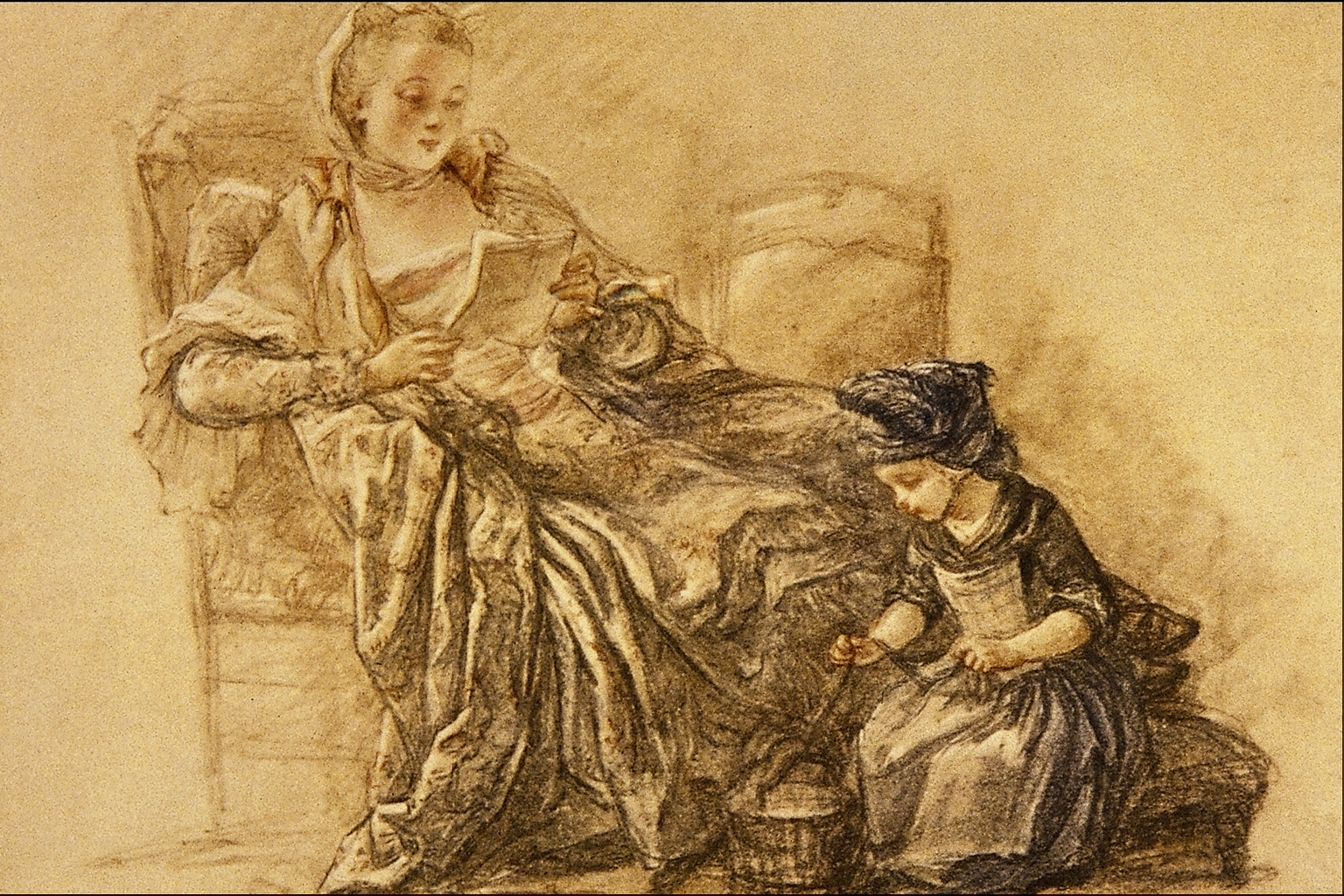
Читающая женщина с ребёнком. Бумага, сангина, пастель
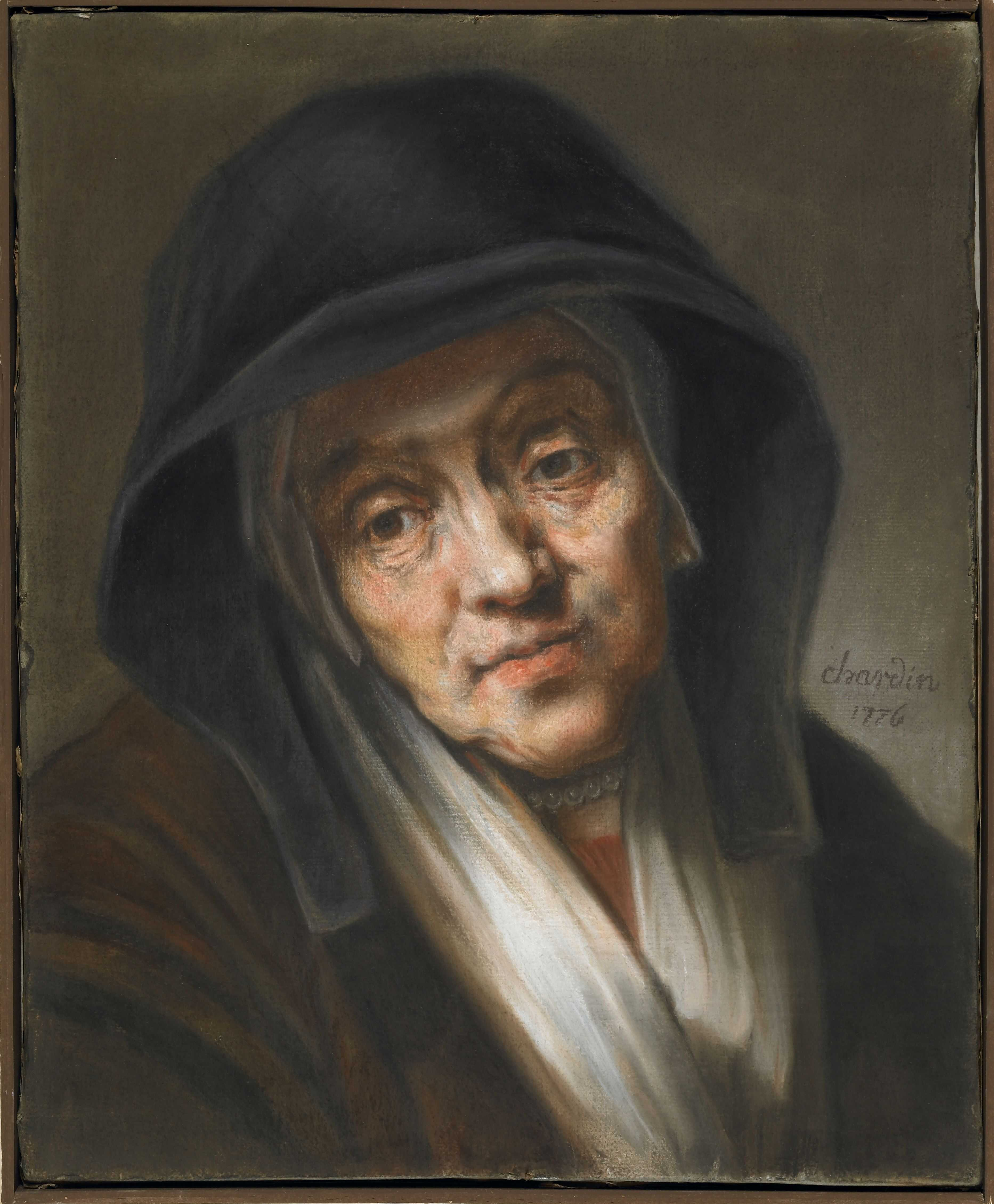
Портрет пожилой женщины. 1776. Бумага, пастель. Музей изящных искусств, Безансон
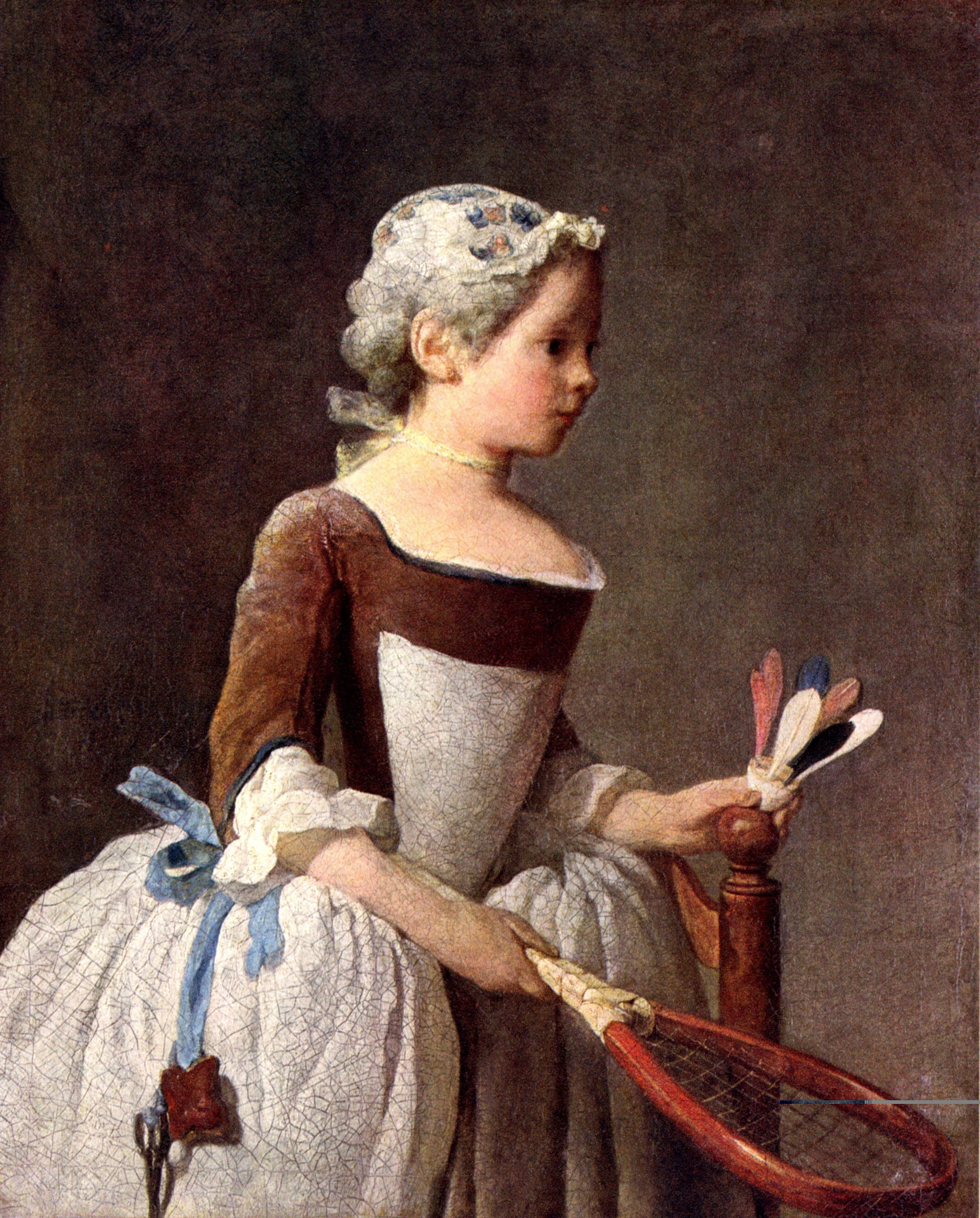
Девушка с ракеткой и воланами. 1741. Холст, масло. Частное собрание
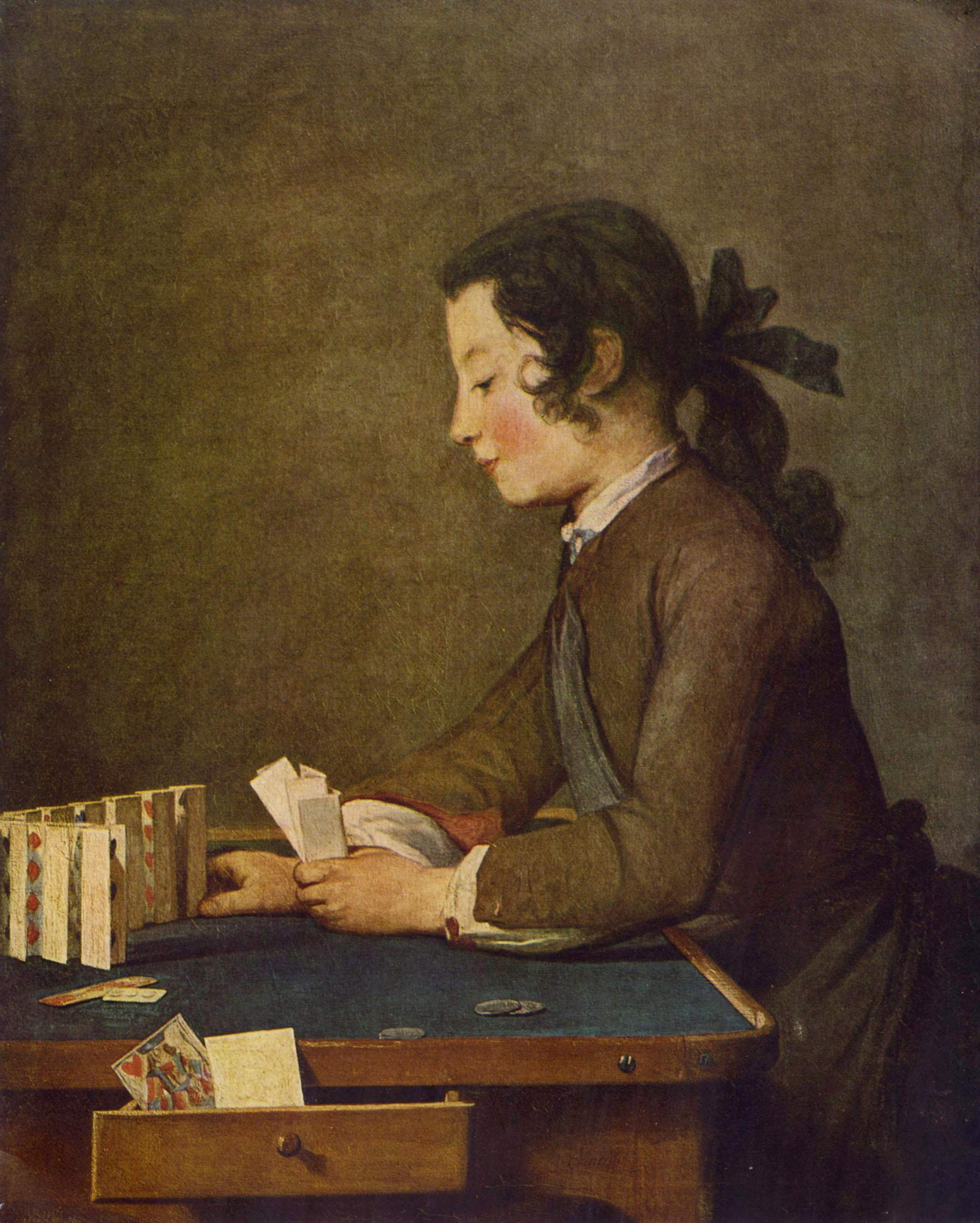
Карточный домик. Ок. 1735. Холст, масло. Национальная галерея искусства, Вашингтон
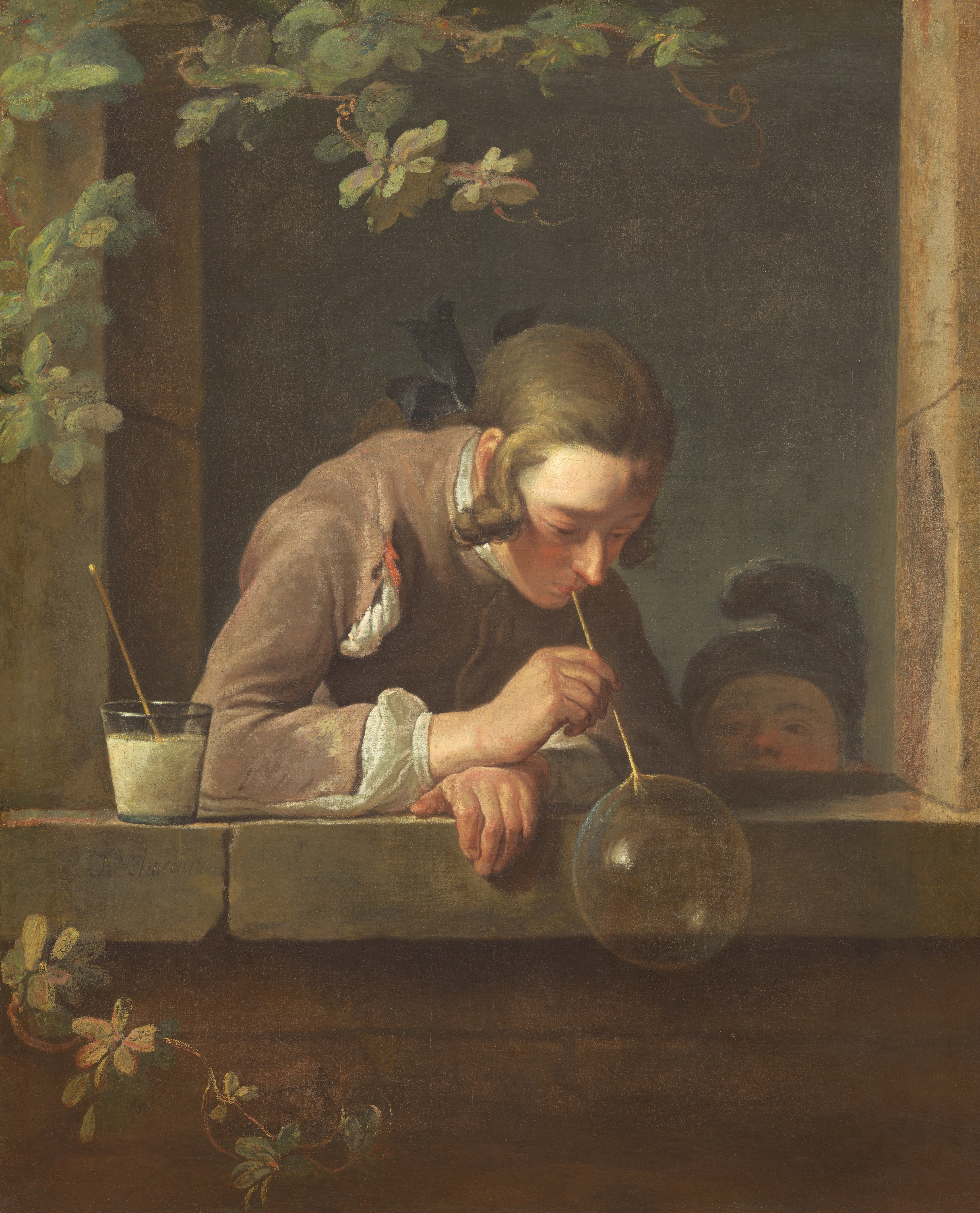
Мыльные пузыри. Ок. 1734. Холст, масло. Национальная галерея искусства, Вашингтон
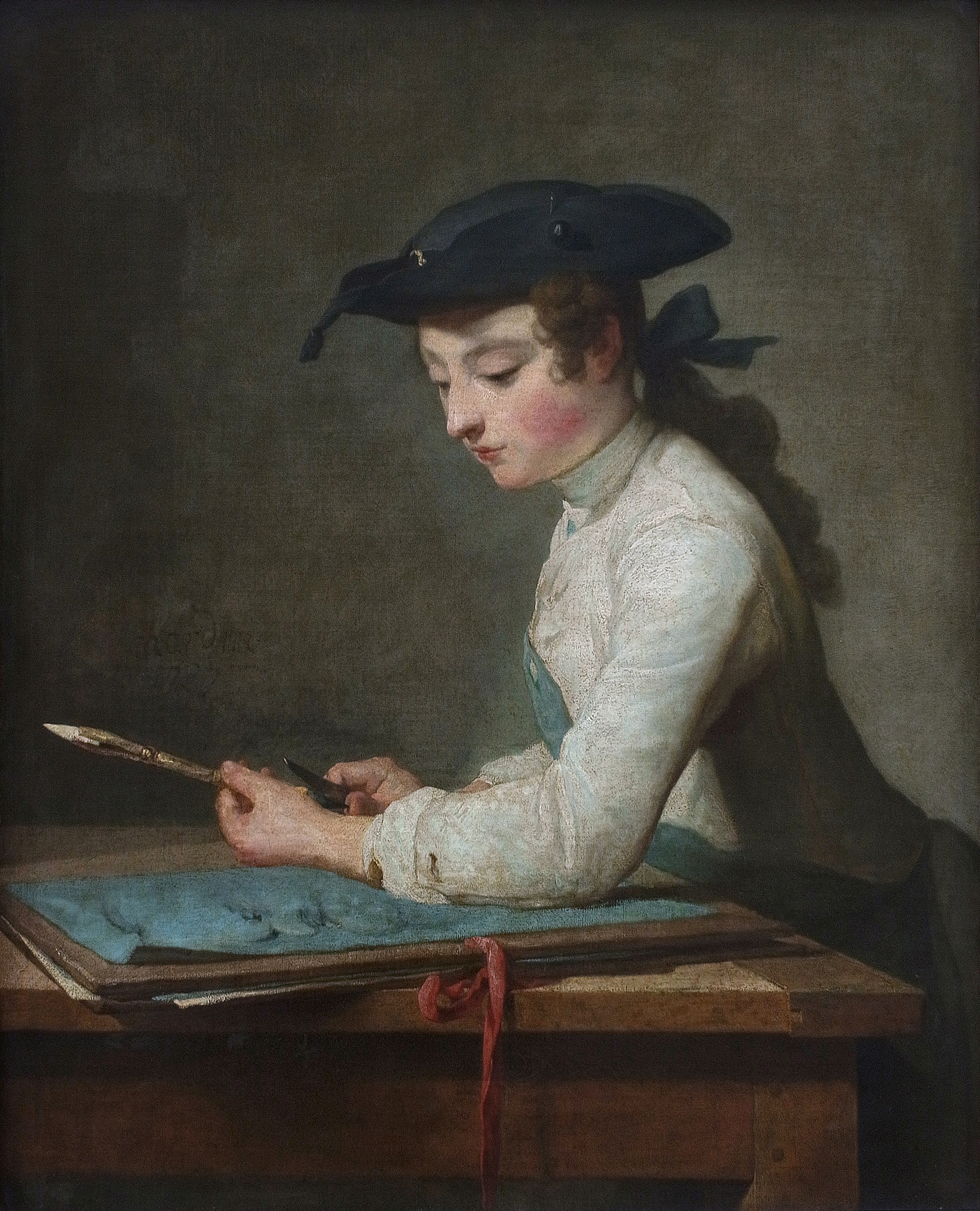
Юный рисовальщик. 1737. Холст, масло. Лувр, Париж
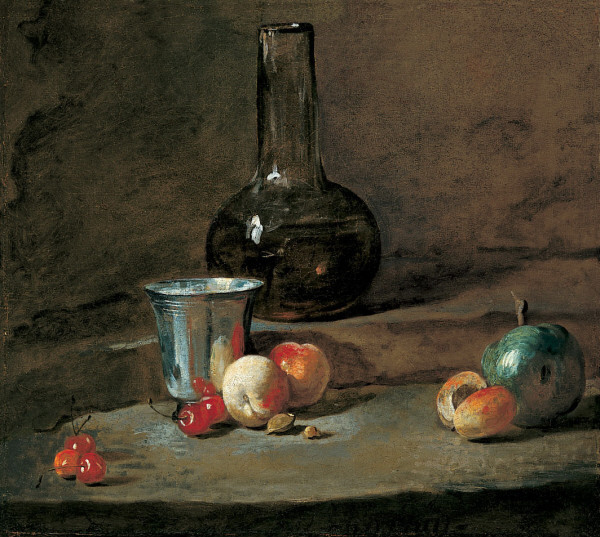
Серебряный кубок. Ок. 1728. Холст, масло. Музей искусства Сент-Луиса, Миссури, США
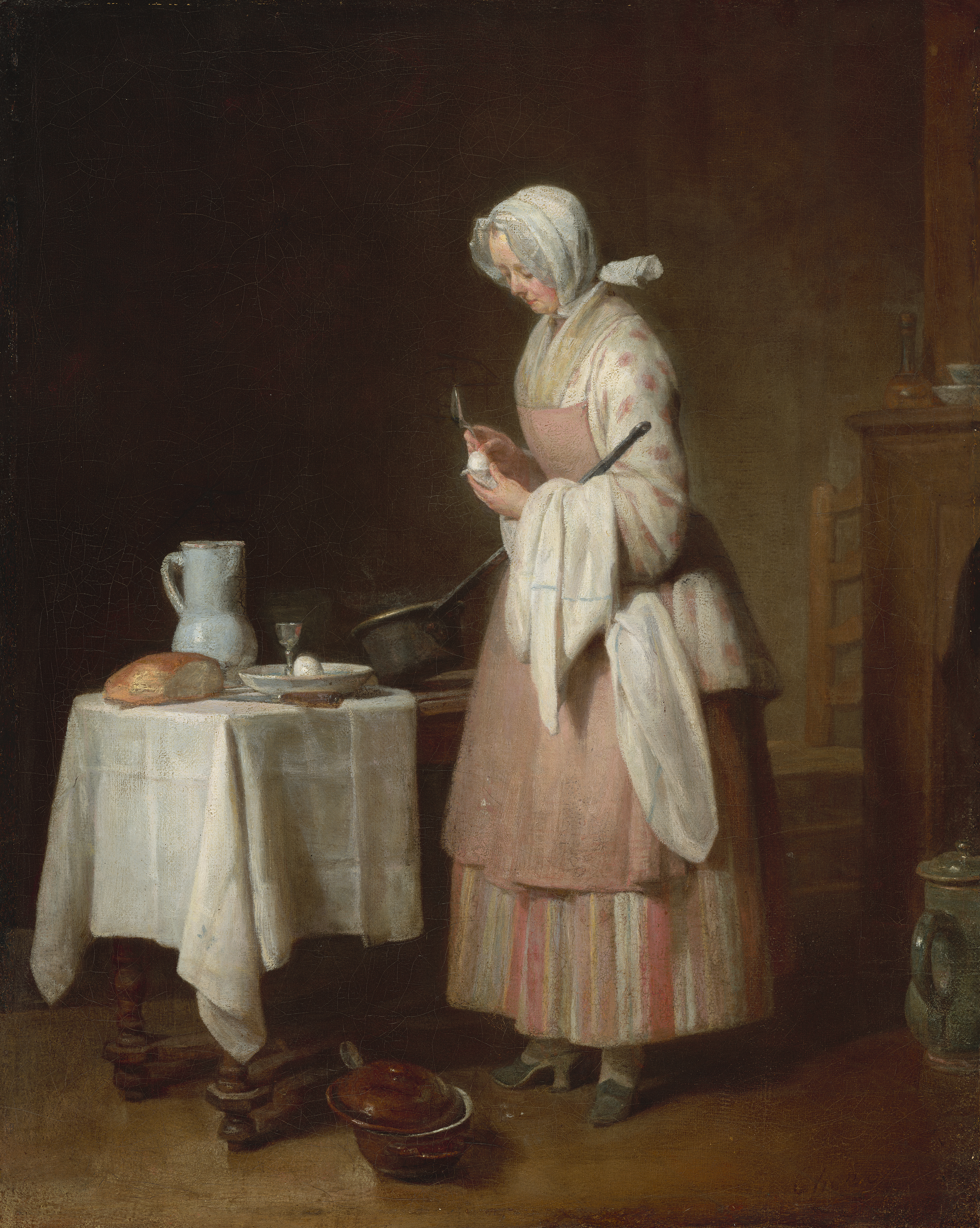
Внимательная няня. 1747. Холст, масло. Национальная галерея искусства, Вашингтон
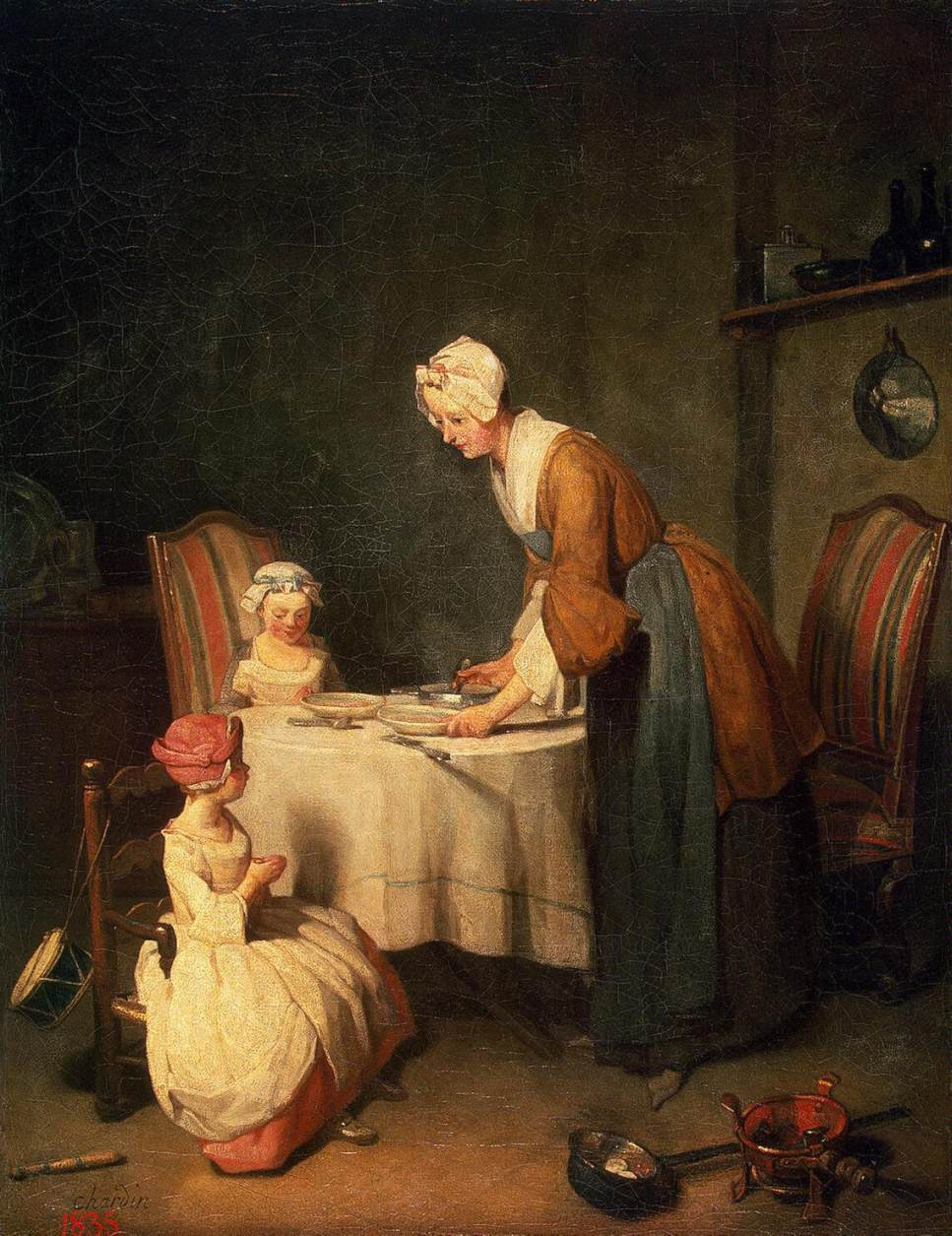
Молитва перед обедом. 1744. Холст, масло. Государственный Эрмитаж, Санкт-Петербург
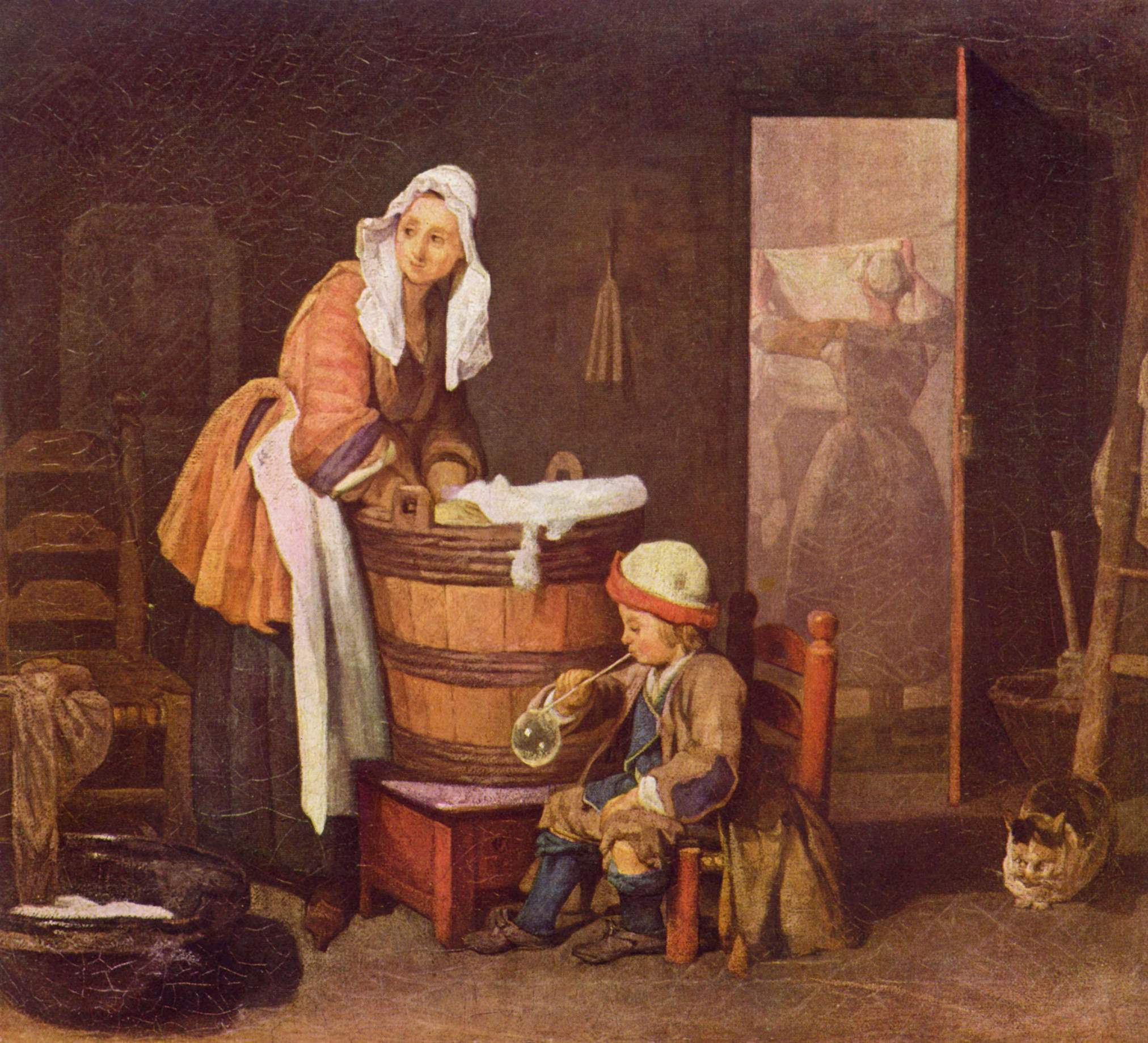
Прачка. Ок. 1735. Холст, масло. Государственный Эрмитаж, Санкт-Петербург
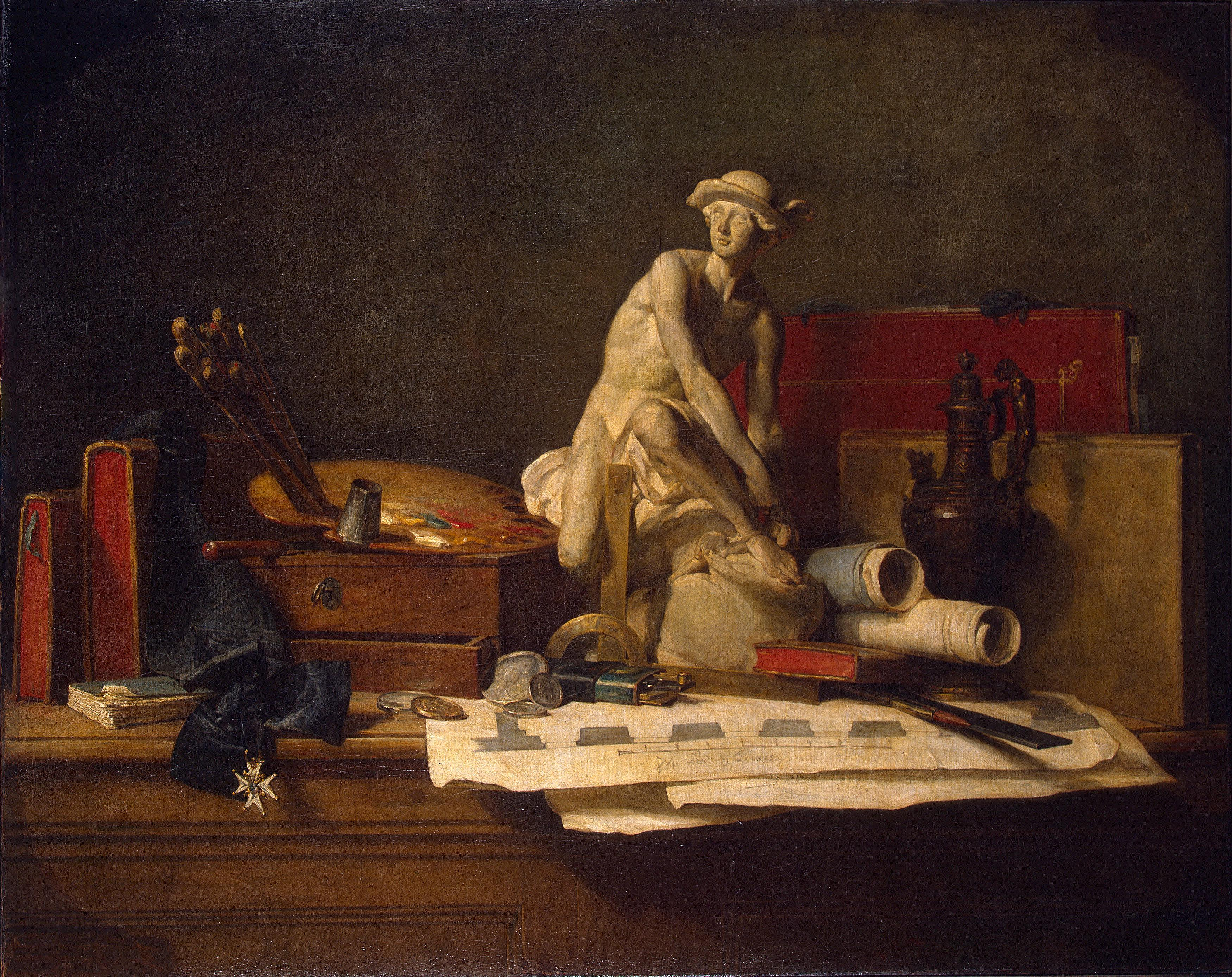
Натюрморт с атрибутами искусств. 1766. Холст, масло. Государственный Эрмитаж, Санкт-Петербург
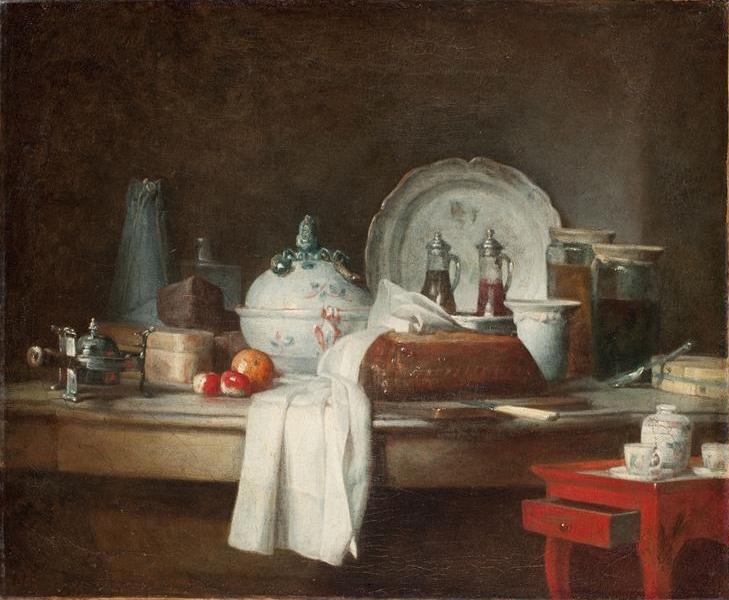
Обеденный стол. Ок. 1763
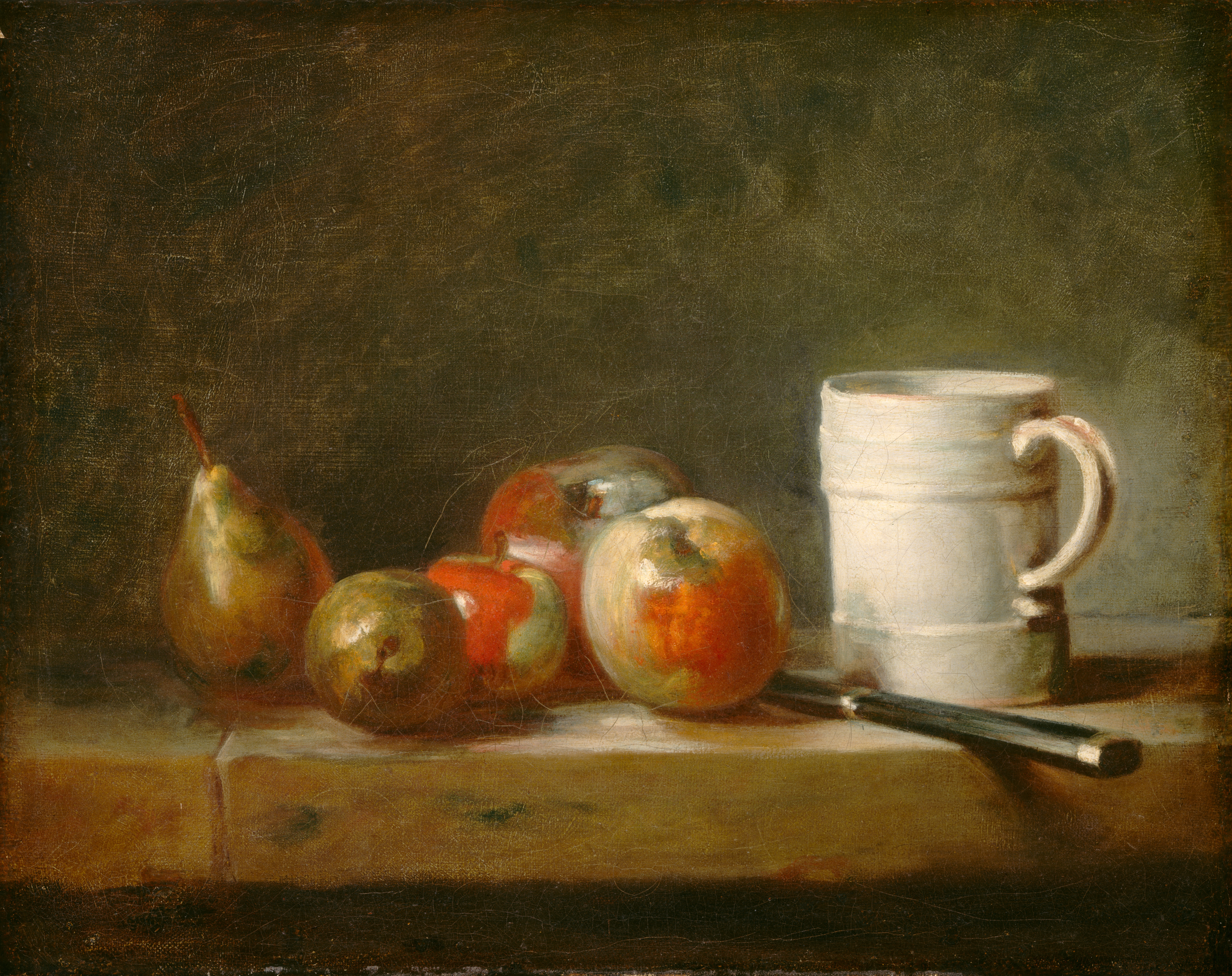
Натюрморт с белой кружкой. Ок. 1764. Холст, масло. Национальная галерея искусства, Вашингтон